# 문지애
문지애(文智愛, 1983년 4월 7일 ~ )는 대한민국의 아나운서, 방송인이다.

## 학력
- 서울봉은초등학교 졸업
- 봉은중학교 졸업
- 진선여자고등학교 졸업
- 상명대학교 교육학 (학사)
- 상명대학교 아동청소년상담학 (석사)

## 주요 경력
- MBC 26기 공채 아나운서 (2007년 ~ 2013년 4월)

## 방송 및 기타

### TV 프로그램
- MBC 《불만제로》
- MBC 《네버엔딩 스토리》
- MBC 《생방송 오늘 아침》(2011년 5월 30일 ~ 2012년 1월 27일)
- MBC 《생방송 화제집중》 (2008)
- MBC 《5시 뉴스》 (2008년 1월 7일)
- MBC 《저녁뉴스》 (2008년 1월 7일)
- MBC 주말 《뉴스투데이》 (2010년 6월 12일 ~ 2011년 4월 9일)
- MBC 주말 《뉴스데스크》 (2011년 4월 9일 ~ 2012년 1월 22일)
- MBC 《PD 수첩》
- MBC 《아나운서 공개채용 신입사원》
- MBC 《지피지기》 (2007 ~ 2008)
- MBC 《도전 예의지왕》 (2007 ~ 2008)
- MBC 《나는 이상한 사람과 결혼했다》 (2008 ~ 2009)
- EBS1 《명의의 건강비결》 (2013 ~ 2014)
- EBS1 《EBS 문화센터》 (2014)
- JTBC 《당신을 바꿀 여섯시》 (2013)
- JTBC 《99인의 여자를 만족시키는 남자》 (2014)
- MBC 《재난특별기획 기적의 조건》 (2014)
- JTBC 《백인백곡 끝까지 간다》
- tvN 《고성국의 빨간 의자 4》
- KBS1 《TV책》 (2014) - 특별출연
- 채널A 《동갑내기 여행하기》 (2015)
- Sky E&C 《아틀리에 스토리 시즌 4》 (2016)
- KBS2 《트릭 & 트루》 (2016, 2017)
- JTBC 《착하게 살자》(2018) - 해설
- MBC 《미스터리 음악쇼 복면가왕》(2018) - 오페라~♬ 오페라~♬ 오페랄랄랄라~♬ 오페라하우스! (참가자)
- MBC 《세상기록 48》 (2018)
- O'live 《프리한마켓10》 (2019, 2020)
- O'live 《슬기로운 생활》 (2020 ~ 2021)

### 라디오
정식 DJ
- 《문지애의 뮤직 스트리트》 (2007년 4월 24일 ~ 2009년 4월 13일, MBC FM4U)
- 《푸른밤, 문지애입니다》 (2009년 4월 14일 ~ 2010년 10월 18일, MBC FM4U)
- 《책으로 행복한 12시, 문지애입니다》 (2014년 8월 25일 ~ 2016년 2월 27일, EBS FM)
- 《라디오 행복한 교육세상》 (2018년 8월 27일 ~ 2019년 6월 15일, EBS FM)

임시 DJ
- 《굿모닝 FM 문지애입니다》 (2018년 1월 1일 ~ 2018년 2월 4일, MBC FM4U)

기타 (출연)
- 《EBS 책 읽는 라디오 낭독 시리즈》 (2015년, EBS FM)

### 영화
- 《울학교 이티》(2008) - 화제집중 여자 아나운서 역
- 《목숨》(2014) - 내레이션
- 《나의 절친 악당들》(2015) - 카메오
- 《해어화》(2016) - 아나운서 역

### 드라마
- 《악마가 너의 이름을 부를 때》(2019년, tvN) - 사회자 역 (특별출연)
- 《굿파트너》(2024년, SBS) - 문지애 역 (특별출연)

### 광고
- LG유플러스
- 세타필

### 나레이션
- MBC 《휴먼다큐 사람이 좋다》 (2012)
- EBS1 《EBS 다큐프라임》 (2015)

### 저서
- 《고개를 끄덕이는 것만으로도 위로가 되니까》 (2021년, 한빛라이프)｜ISBN 979-11-908462-02
- 《문지애 아나운서의 초등 어휘 일력 365》 (2024년, 북라이프)｜ISBN 979-11-910137-26

## 사고

### MBC 저녁뉴스 임시 진행 중 방송사고
2008년 1월 7일, 박소현 前 아나운서의 휴가로 MBC 5시 뉴스, MBC 저녁뉴스를 대신 진행한 문지애 前 아나운서는 MBC 저녁뉴스 클로징에서 갑자기 헛웃음을 터뜨렸다. 보통때같았으면 그냥 주의 처분 정도로만 끝날 일이기에 당시 아나운서국장이었던 성경환 前 아나운서는 "방송흐름과 어울리지 않는 웃음이었다. 뉴스 흐름에 맞게 분위기를 형성하는 것이 필요했다."라며 잘못은 지적하되 문지애 前 아나운서의 실수를 어느 정도 너그럽게 인정했으나, 하필 그날이 이천 냉동창고 화재 사고가 발생했던 날이었고 그 사고와 관련된 뉴스를 전달했던 터라 그 헛웃음에 대한 시청자들의 항의가 빗발치는 바람에 결국 중징계를 결정하게 되었고, 2008년 1월 8일 MBC 5시 뉴스, MBC 저녁뉴스 방송분은 하지은 前 아나운서가 대신 진행했으며, 휴가 중이었던 박소현 前 아나운서 역시 이틀 만인 2008년 1월 9일부터 MBC 5시 뉴스, MBC 저녁뉴스로 복귀해 정상 진행했다.